# Carea notodontina
Carea notodontina är en fjärilsart som beskrevs av Felder. Carea notodontina ingår i släktet Carea och familjen trågspinnare. Inga underarter finns listade i Catalogue of Life.